# PA Resources AB
PA Resources AB var en internationell olje- och gaskoncern som bedrev prospektering, utbyggnad och produktion av olje- och gastillgångar. 
Bolaget hette från början Petra Resources och inregistrerades den 30 maj 1994. Det var från början ett helägt dotterbolag till Propellern AB, som då ägdes av Johan S Kinberg, far till Anna Kinberg Batra.
Koncernen hade verksamhet i Tunisien, Republiken Kongo (Brazzaville), Ekvatorialguinea, Storbritannien, Danmark, Grönland, Nederländerna och Tyskland. Moderbolaget hade sitt säte i Stockholm och aktien var noterad på NASDAQ OMX i Stockholm (segment Mid Cap).
PA Resources största ägare var Torbjörn Törnqvists oljehandelsföretag Gunvor Group Aktien avnoterades från Stockholmsbörsen den 15 januari 2016. Bolaget trädde i likvidation den 27 september 2016 och försattes i konkurs den 22 december 2017.